# Loznica (Czarnogóra)
Loznica (cyr. Лозница) – miasto w Czarnogórze, w gminie Bijelo Polje. W 2011 roku liczyło 1344 mieszkańców.